# Heida Reed
Heiða Rún Sigurðardóttir (Reykjavík, 22 de maio de 1988) é uma atriz e modela islandesa. Ela é mais conhecida pelos seus pápeis no filme One Day, e nas séries de televisão Jo, Stella Blómkvist, Poldark e FBI: International.

## Biografia
Reed nasceu na Islândia. Seu pai era professor de música e sua mãe era higienista dental; ela é a filha do meio de três crianças. Ela cresceu no distrito de Breiðholt, em Reykjavík, e frequentou Ölduselsskóli. Desde criança, Reed gostava de artes e de dança, e até quis ser dançarina.
Aos 18 anos, Reed foi recrutada por uma agência de modelos islandesa, a Eskimo Models, e se mudou para Mumbai, na Índia, onde trabalhou como modelo por dois anos. Quanto tinha cerca de 19 ou 20 anos, Reed se estabeleceu em Londres, e estudou no Drama Centre London, onde se formou em 2010.
Em julho de 2017, Reed anunciou nas redes sociais que estava noiva de Sam Ritzenberg, um produtor norte-americano. Eles se casaram em 27 de maio de 2018, num resort de luxo.

## Filmografia

### Cinema
| Ano  | Título                                  | Papel     | Notas          |
| ---- | --------------------------------------- | --------- | -------------- |
| 2010 | Dance Like Someone's Watching           | Gabriella | Curta-metragem |
| 2011 | One Day                                 | Ingrid    |                |
| 2012 | Vampyre Nation                          | Celeste   |                |
| 2013 | Eternal Return                          | Isabelle  |                |
| 2022 | Against the Ice                         | Naja      |                |
| 2022 | Blank                                   | Rita      |                |
| 2022 | Summerlight... and Then Comes the Night | Elisabet  |                |

### Televisão
| Ano       | Título              | Papel                         | Notas                                    |
| --------- | ------------------- | ----------------------------- | ---------------------------------------- |
| 2012      | DCI Banks           | Carmen                        | 2 episódios: "Strange Affar: Part 1 e 2" |
| 2013      | Jo                  | Adèle Gauthier                | Personagem principal                     |
| 2014      | Silent Witness      | Monica Dreyfus                | 2 episódios: "Commodity: Part 1 e 2"     |
| 2014      | Hraunið             | Gréta                         | 4 episódios                              |
| 2015      | Toast of London     | Pooky Hook                    | Episódio: "Hamm on Toast"                |
| 2015–2019 | Poldark             | Elizabeth Poldark             | Personagem principal                     |
| 2016      | Death in Paradise   | Eloise Ronson                 | Episódio: "Posing in Murder"             |
| 2017–2021 | Stella Blómkvist    | Stella                        | Personagem principal                     |
| 2018      | Nutritiously Nicola | Olivia Reedy                  | Episódio: "Food Instability"             |
| 2018–2020 | Dan Dare            | Professora Peabody            | 6 episódios                              |
| 2021–2024 | FBI: International  | Agente Especial Jamie Kellett | Personagem principal                     |
| 2023      | FBI                 | Agente Especial Jamie Kellett | Episódio: "Imminent Threat: Part Two"    |